# Ellen Glasgow
Pour les articles homonymes, voir Glasgow (homonymie).
Ellen Glasgow, née à Richmond (Virginie) le 22 avril 1873 et morte dans cette ville le 21 novembre 1945, est une romancière américaine, prix Pulitzer du roman, qui a dépeint le monde changeant du Sud américain contemporain.